# Alfred Hahn
Alfred Edvard Adolf Hahn, född 11 februari 1841 i Kumla, död 8 november 1920 i Örebro, var en svensk fabrikör.
Tillsammans med sin yngre bror Anton Hahn  (1846-1929), som var fabrikör och riksdagsman, har Alfred Hahn skrivits in i Örebro stads historia som föregångare på symaskinernas område. Han hade symaskins- och cykelaffär på Engelbrektsgatan 24 i Örebro. I sin verkstad sålde han både symaskiner och cyklar samt utförde reparationer på dessa.
Alfred Hahn blev den förste körkortsinnehavaren i Sverige och fick sitt körkort utfärdat den 23 maj 1902. Han ägde tillsammans med brodern Anton Hahn en bil, som användes som transportmedel. Bilen registrerades 1908 som T 21. Fordonet skänktes till Tekniska museet 1926 tillsammans med det äldsta i Sverige kända "tillståndet att framföra automobil", utfärdat i Örebro för Alfred Hahn och denna bil.

## Biografi

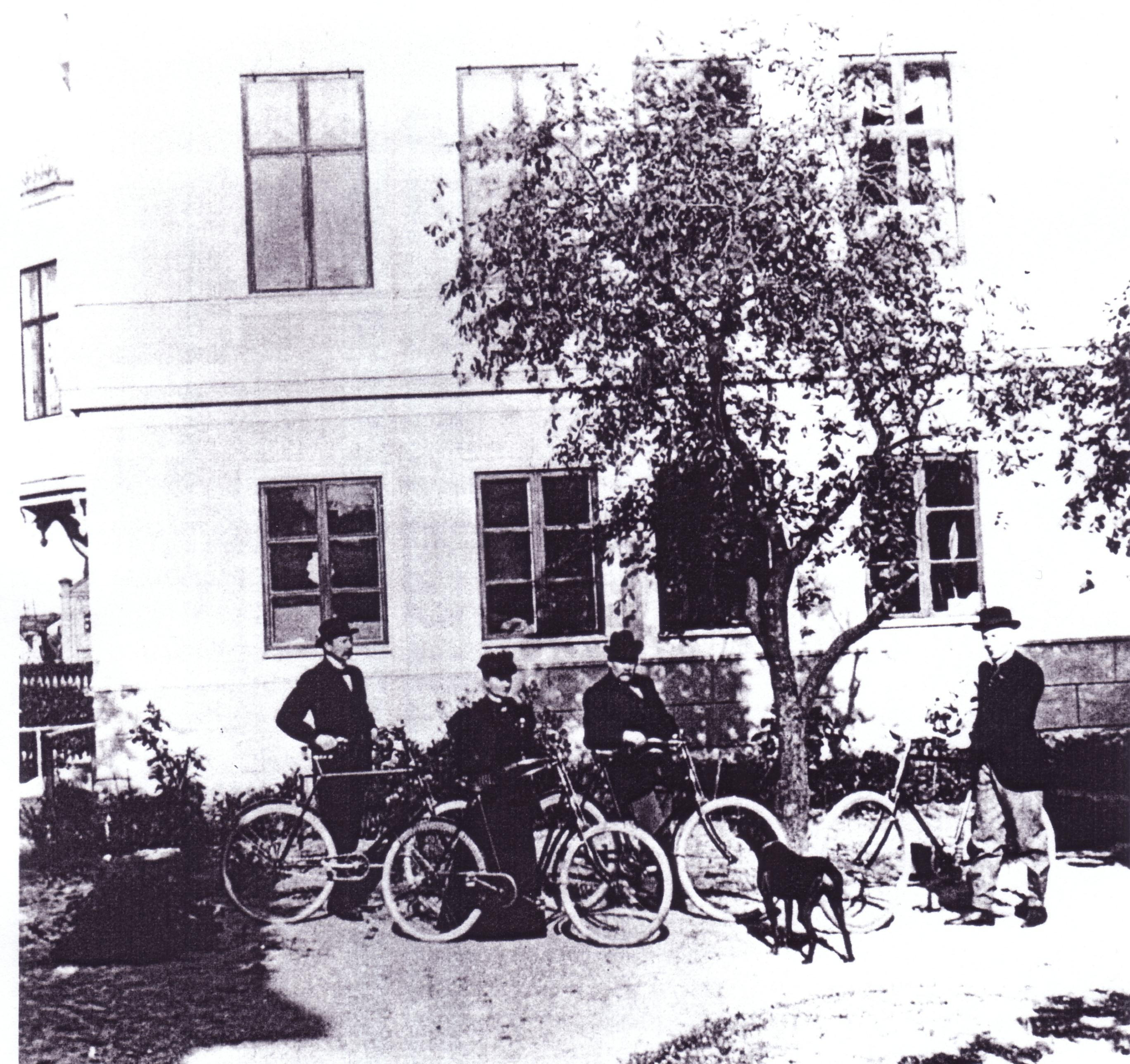
Alfred Hahn med sin familj på gården till sitt hus Engelbrektsgatan 24, Örebro, år 1897, samma år som huset köptes av fabrikören. Här fanns verkstaden för tillverkning av symaskiner och velocipeder. Från vänster ses Carl Gustaf Widlund, senior, fru Augusta Hahn, född Widlund (syster till senior), Alfred Hahn och sonen Richard.

Alfred Hahn var son till fanjunkaren Otto Edvard Hahn (1806–1874), som var stationsföreståndare i Kumla. Modern Kristina Lovisa Hahn, född Falk (1810–1874), var liksom han född i Blekinge.
Alfred Hahn var gift med Augusta Widlund (1847-1925). Makarna Hahn var driftiga och hustrun drev en egen skjortfabrik med flera anställda. Hon var syster till läderhandlaren Carl Widlund (1850-1902) i Örebro och faster till dennes son, den kände damastvävaren Carl Widlund (1887-1968) på godset Tranjerdstorp i Karlstad. Carl Widlund senior ägde två gårdar i Örebro, Engelbrektsgatan No. 8 och 10, och han drev grosshandel i skor, läder och skomakeritillbehör. Makarna Hahn hade en son, Richard Hahn (1878-1898), som dog i 20-årsåldern. Alfred Hahn köpte 1897 fastigheten i hörnet av Engelbrektsgatan 24 och Trädgårdsgatan 2, och där bodde familjen. Här fanns också tillverkningen av symaskiner och velocipeder.

## Till Amerika i början på 1860-talet
Alfred Hahn reste i 20-årsåldern i början på 1860-talet till Amerika för att arbeta och studera amerikansk teknik. Han hade redan arbetat i tre år vid olika amerikanska maskinverkstäder, då även den yngre brodern Anton Hahn kom till Amerika. Alfred Hahn arbetade en tid vid Singers symaskinsfabrik på Manhattan i New York och därigenom skaffade han sig nödvändiga kunskaper. De båda bröderna återvände till Sverige 1867. Även den yngre brodern Anton Hahn hade haft anställning i Singers symaskinsfabrik i New York.

## Bröderna ingick kompanjonskap och började driva symaskinstillverkning i Örebro

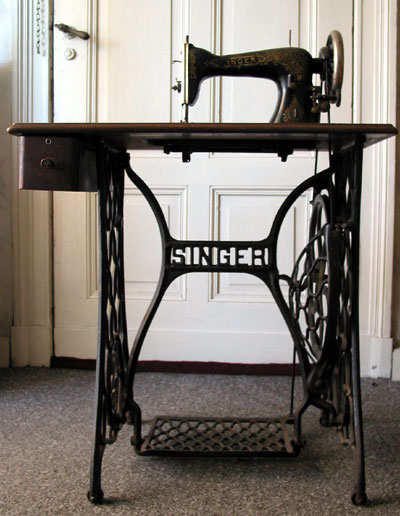
En Singer symaskin av äldre modell.

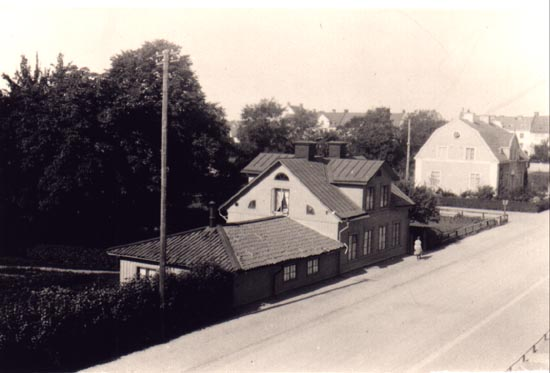
Gården Stora Mobacken, senare med adress Nygatan 66, nästan i hörnet av Mogatan. Här startade bröderna Hahn sin symaskinstillverkning år 1868. Stora Mobacken bestod av åtta rum och en lägre förrådslänga. Till symaskinsfabrikationen behövdes stora ytor och driften av maskinerna sköttes av en oxe. På Stora Mobacken fortsatte tillverkningen till i början på 1880-talet. Byggnaden revs på 1920-talet.

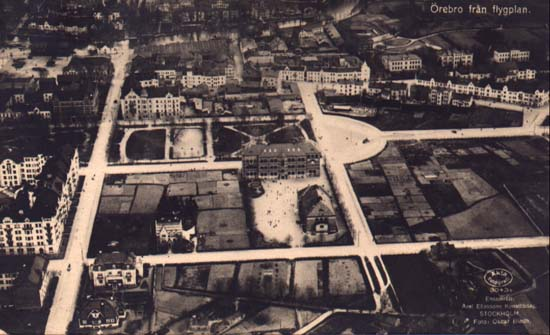
Flygfoto över Örebro från början av 1920-talet. Till höger om mitten av bilden syns längan med huset som bröderna Alfred och Anton Hahn byggde år 1868 och som kallades Stora Mobacken innan stadsplanen var färdig. Egnahemmet fick senare adressen Nygatan 66 i Örebro. Det huset revs på 1920-talet.

Med sitt gemensamma intresse för mekanik och maskiner och sitt amerikanska kunnande blev bröderna Hahn förgrundsfigurer på flera områden. Hemma i Örebro ingick de båda bröderna kompanjonskap och startade 1868 egen tillverkning av symaskiner vid Stora Mobacken i Örebro.

## Symaskinstillverkning vid gården Stora Mobacken
Området Stora Mobacken låg nästan i hörnet av Mogatan och det låg då i utkanten av dåtidens Örebro. Gården, som var ett hus och en verkstad, byggdes av bröderna Hahn. Det behövdes stora ytor för symaskinsfabrikationen och driften av maskinerna sköttes enbart av en oxe. Symaskinstillverkningen som de drev vid Stora Mobacken låg i utkanten av dåtidens Örebro.

## Stora Mobacken och Lilla Mobacken
I nuvarande centrala Örebro fortsatte en väg ner mot Lilla Mobacken (Mogatan 4) och Stora Mobacken'(Nygatan 66), som låg kring nuvarande Mogatan och vidare till Lilläng i hörnet av Nygatan och Rådmansgatan. Förmodligen fortsatte leden sedan mot Anton Hahns Anneberg utefter Almbyvägen. Stora Mobacken fick senare adressen Nygatan 66.
Lilla Mobacken (Mogatan 4) eller Kallingska Gården, som den ofta hette, låg utefter Mogatan. Det var tidigare en gård, som var en bostadslänga eller ett gathus (gatuhus) i Örebro landsförsamling och utgjorde ett par kåkar. Kallingska gården fick sitt namn efter greve Julius Kalling, som byggde gården 1891 efter att han kommit hem från Amerika med sin familj, och har adressen Mogatan 17. Gården utgjordes av ett par hus och fanns kvar ända fram till mitten av 1980-talet. Idag är Kallingska gården seniorboende.

## Första pris för en symaskin vid Örebro slöjdutställning
Det amerikanska symaskinsföretaget Singer symaskiner hade redan i slutet av 1850-talet börjat införa symaskiner i Sverige, men detta var i symaskinens tidiga tillverkning i Sverige, och Singer hade ännu knappt börjat marknadsföra sina maskiner i Sverige. Flera återförsäljare har funnits genom åren. I Sverige fanns det flera symaskinstillverkare, en av dem var Alfred & Anton Hahn i Örebro. År 1878 fick de båda bröderna Hahn första priset för en symaskin vid Örebro slöjdutställning 1878. Efter cirka tio års kompanjonskap flyttade brodern Anton en del av verksamheten till gården Anneberg på Engelbrektsgatan 64, där de lät bygga en verkstadslokal. Här tillverkade man symaskiner och diverse jordbruksredskap, till exempel plogar och årder. Man utförde även reparationer av velocipeder.

## Bröderna separerade sin verksamhet
År 1877 separerade bröderna sin verksamhet, då Anton Hahn flyttade en del av verksamheten till Anneberg. Där byggdes en verkstadslokal och där tillverkade han förutom symaskiner även diverse jordbruksredskap, bland annat plogar och årder, och utförde cykelreparationer. Till sin hjälp hade han tre arbetare, två borrmaskiner och en svarvmaskin och driften bestod av en liten elmotor på tre hästkrafter. Redan 1890 såldes jordbruksredskapsdelen till firman AB Andrew Hollingworth & Co. antagligen i samband med att Anton Hahn fick sina förtroendeuppdrag. Han kom att inneha många förtroendeuppdrag; han var medlem av stadsfullmäktige 1882–1920 och han var riksdagsman i andra kammaren 1891–1896 samt i första kammaren 1912–1914. Han avled 1929. Huset vid Anneberg stod kvar till slutet av 1960-talet.

## Alfred fortsatte sin verksamhet

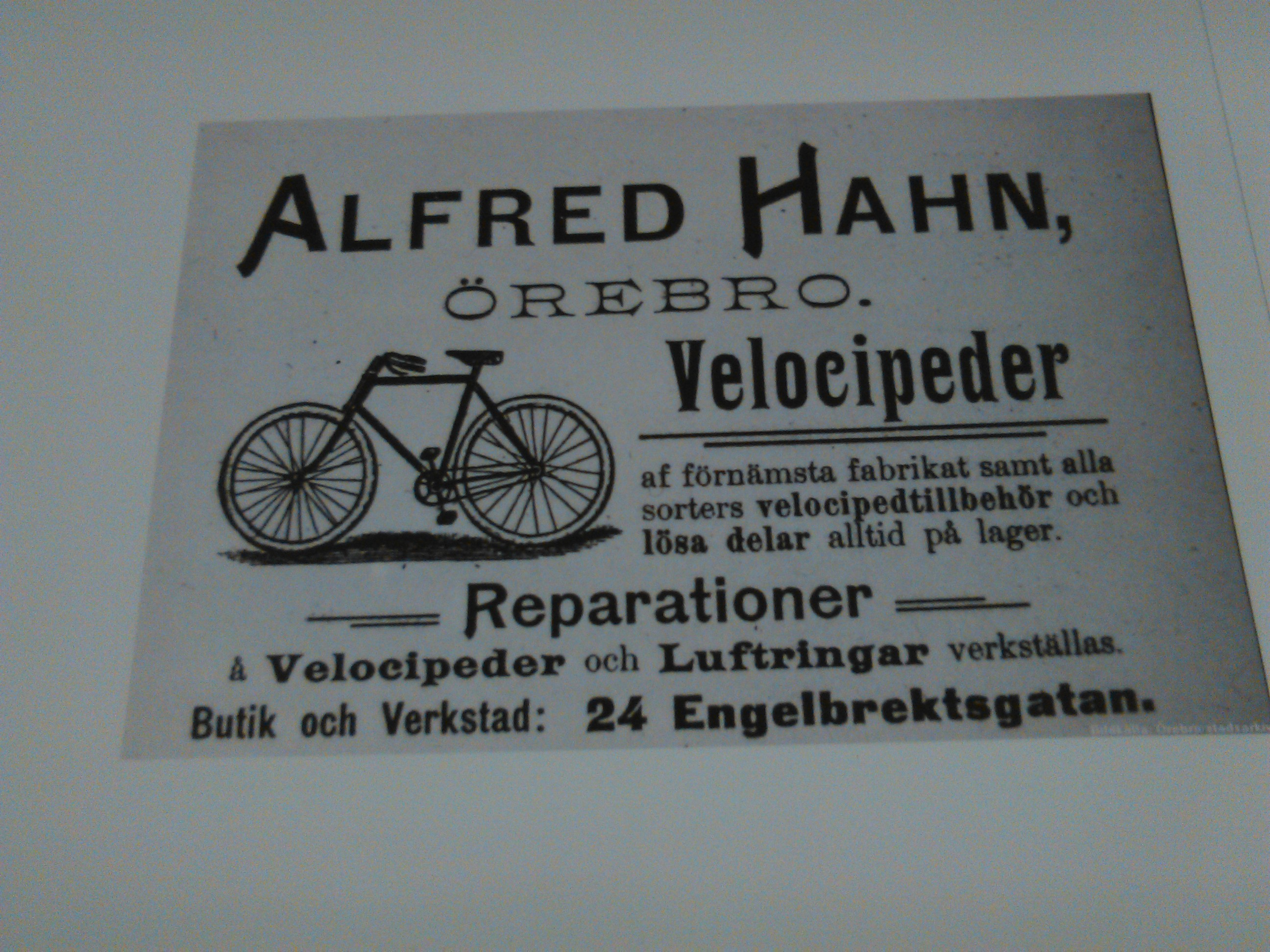
Annons från Alfred Hahns firma: "Velocipeder af förnämsta fabrikat samt alla sorters velocipedtillbehör och lösa delar alltid på lager. Reparationer å velocipeder och luftringar verkställas. Butik och Verkstad: 24 Engelbrektsgatan."

Alfred Hahn fortsatte att driva verkstaden vid Stora Mobacken till i början på 1880-talet, då han flyttade till Drottninggatan 21. Stora Mobacken fanns kvar till mitten på 1920-talet, då det revs. Efter separationen av verksamheten hade Alfred fortsatt att driva sin verkstad vid Stora Mobacken tills han i början av 1880-talet flyttade till Drottninggatan 21, där han sålde symaskiner och cyklar samt utförde reparationer av dessa. En tredje adress för Alfred Hahn blev sedan Engelbrektsgatan 24 i hörnet av Trädgårdsgatan 2. Där drev han sin firma, som sysselsatte tre personer. 1897 hade Alfred Hahn köpt fastigheten på Engelbrektsgatan 24/Trädgårdsgatan 2. Här fanns verkstaden för tillverkning av symaskiner och velocipeder. Efter år 1900 fanns verkstad och butikslokal i fastigheten Engelbrektsgatan 24, där han också bodde med sin familj. Alfred Hahn fortsatte att sälja och reparera symaskiner och velocipeder.

## Köp av sommarstället Reträtten

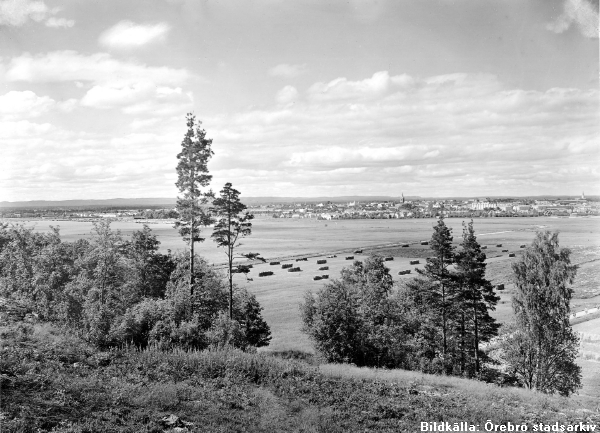
Bild från Sörbybacken, på förkastningsbranten strax intill Reträtten. Örebro med Nikolaikyrkan i bakgrunden.

I mars-april 1901 ingav Anton Hahn handlingar om en förslagsskiss med ritningar till en sommarvilla i Reträtten till Magnus Dahlander (1862–1951), som var stadsarkitekt i Örebro.
Specialritningar: fönster och dörrar, salsspisel, skorsten, väv, 4 st. Förslagsskiss till sommarvilla. Reträtten är ett område 2 km söder om Örebro centrum, vid förkastningsbranten söder om staden. Området ligger norr om Glomman och söder om Gustavsviks golfbana. Området var från början en del av Södra Kungsladugårdens utmark. Södra Kungsladugården låg ungefär där Gustavsviks camping ligger idag. Drottning Kristina överlät i mitten av 1600-talet nyttjanderätten till Örebro stad, och det kom därefter att nyttjas av stadens innevånare. Reträtten fick sitt namn av krigsrådet Andersson, som under tjänstgöring i Svensk-franska kriget 1805-1810 tjänat ihop en förmögenhet. Efter hemkomsten från kriget byggde han en bostad åt sig och sin maka på sluttningen söder om Örebro. Eftersom han pensionerat sig, kallade han sitt ställe "Reträtten". Reträtten brann ner i samband med en skogsbrand 1826, men platsen har sedan dess varit förknippad med namnet. Naturreservatet Reträtten bildades 2010. Sommarro, Örebro är ett större grönområde, numera kulturreservat, i stadsdelen, Adolfsberg. Sommarro gränsar till Lugnets idrottsplats, liksom genomfartsleden Glomman, Stenbackevägen och Hagalundsvägen.

## Intresse för bilar
Bröderna tycks ha haft ett nära samarbete och umgänge livet igenom, mycket beroende på gemensamma intressen. De var inte bara pionjärer när det gällde symaskiner i Sverige, utan även vad gällde intresse för bilar. Bröderna Hahn hade redan tidigt efter hemkomsten från Amerika på 1860-talet konstruerat ett ångdrivet fordon som kanske kan rubriceras som Sveriges första bil. På 1890-talet kom de första bilarna till Sverige.

## Sveriges första körkort utfärdades den 23 maj 1902

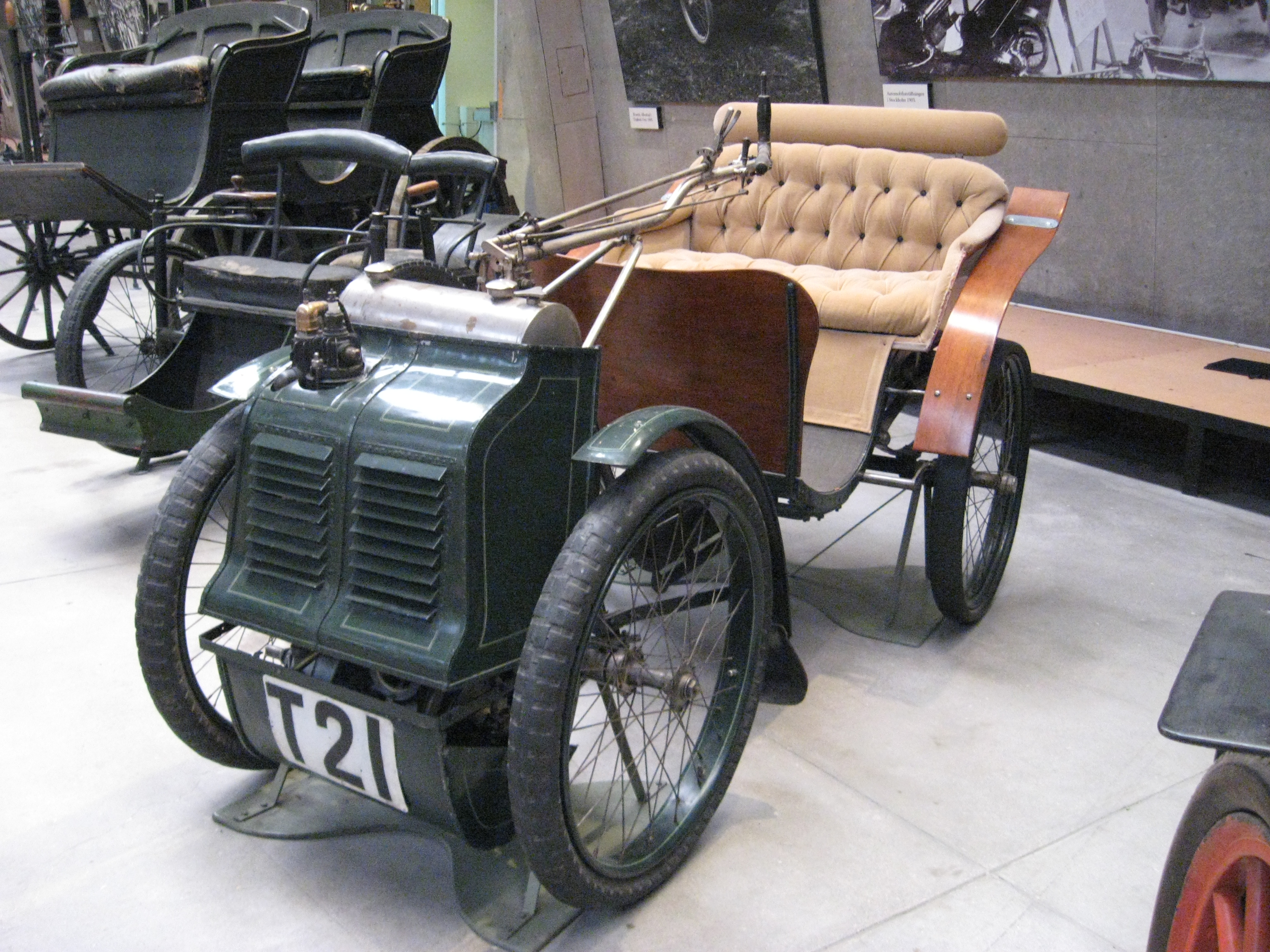
Den här bilen, som Alfred Hahn ägde i början på 1900-talet, finns sedan 1926 på Tekniska museet, i Stockholm. Modellen heter Parisienne "Victoria Combination" och tillverkades i Paris 1899 av de Dion-Bouton quadricycle. Den registrerades 1908, med nr T21, på fabrikör Alfred Hahn.

Alfred Hahn fick Sveriges första körkort den 23 maj 1902. Han fick då tillstånd att "använda en mindre så kallad Automobilvagn".
Det äldsta kända "körkortet", som utfärdades åt Alfred Hahn erhölls i form av ett protokollsutdrag från Magistraten i Örebro. Själva ansökan daterades den 12 maj 1902, och protokollsutdraget godkändes av magistratet den 23 maj 1902. Tillståndet var en avskrift ur protokollet, där Hahn förband sig att "åkningen ej finge äga rum å torgdagar (då det var marknad i staden), iaktta största försiktighet, att sökanden ställde sig till efterrättelse gällande föreskrifter angående velocipedåkning i staden."
Ansökan hade följande lydelse:
| ” | Utdrag ur protokollet, hållet hos Magistraten i Örebro, å Rådhuset, den 26 Maj 1902. § 40 S.D. Fabrikören Alfred Hahn ingaf denna ansökning: Hos Magistraten i Örebro Anhåller undertecknad höfligast om tillstånd att inom Staden och omnejd få för egen räkning använda en mindre så kallad Automobilvagn. Örebro den 12 maj 1902 Wördsamt Alfred Hahn | „ |

| ” | Efter föredragning af ansökan och sedan sökanden upplyst, att maskinen som framdrefve vagnen, eldades med benzin, fann Magistraten skäligt att tillsvidare till ansökan lemna bifall, under villkor att sökanden vid åkningen, (som ej finge ega rum å torgdagar), [tillagd bisats som syftar på marknadsdagar] iakttage största försigtighet, att sökanden ställde sig till efterrättelse gällande föreskrifter angående veloicipedåkning i staden och att sökanden uppvisade för Stadsfiskalen detta protokollsutdrag; Hvilket afsades. In fidem G Hagberg Lösen 3 kr Protokollsutdraget godkändes av magistratet den 23 maj 1902. | „ |

Fabrikör Alfred Hahn var ägare till en automobil, en s.k. "qvadricykel", som var en fyrhjulig cykel, av Dions fabrikat, en de Dion-Bouton qvadricykel, och 1901 års modell. Det utmärkande för denna automobiltyp var att alla manövreringsanordningarna var placerade på styrstången eller på stänger, som stod i nära förbindelse med denna. Nu förvaras bilen på Tekniska museet i Stockholm. Bilen skänktes Tekniska museet 1926 av brodern, fabrikör Anton Hahn i Örebro. Världens första körkort utfärdades för den franske mekanikern Léon Bollée den 26 augusti 1875. Det var undertecknat av ministern för de offentliga arbetena i Frankrike. Den bil, för vilket detta tillståndsbevis beviljades, var ett ångmaskinsdrivet fordon om 15 hkr och med en toppfart av 30 km i timmen.
Alfreds bil var en "Victoria Combination", den tillverkades i 400 exemplar av det franska företaget E. Couturier et Cie Société Parisienne. Bilen registrerades 1908 som T 21 på fabrikör Alfred E Hahn i Örebro och bilen användes som transportmedel i Örebrotrakten  av fabrikörerna Alfred och Anton Hahn. Bröderna hade dessförinnan startat en symaskinsfabrik och en verkstad för jordbruksmaskiner.